# چینلیا
چینلیا(نام علمی: Chinlea) نام یک سرده از تیره ماوسونیایان است.